# The Christian Science Monitor

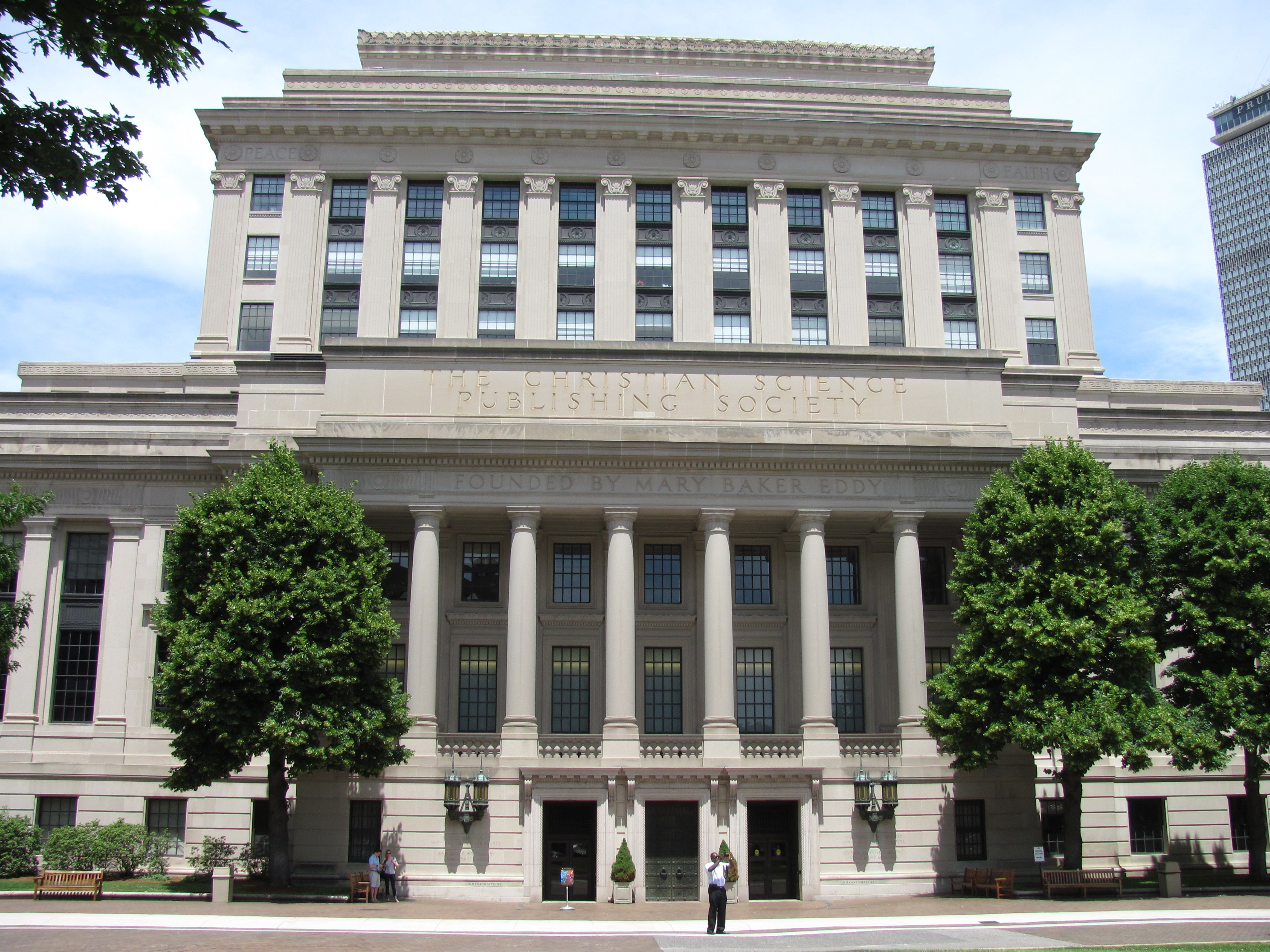
Hauptsitz der Christian Science Publishing Society in Boston, Massachusetts (2011)

Der Christian Science Monitor (CSM) ist eine englischsprachige Tageszeitung. Außerhalb der USA erscheint die wöchentliche Ausgabe Monitor World. Er wird von der Christian Science Publishing Society in Boston herausgegeben. Die Auflage des Christian Science Monitor betrug nach Stand von 2006 noch 53.203 Exemplare. Im Jahr 2009 wurde die Printausgabe eingestellt; seitdem erscheint er nur digital.
Der Monitor übernimmt nur wenige Agenturmeldungen und verlässt sich hauptsächlich auf freie Mitarbeiter. Der typische Stil des Christian Science Monitor gilt als unaufgeregt („nonhysterical“).

## Geschichte
Die Zeitung wurde 1908 von Mary Baker Eddy, der Gründerin der Glaubensgemeinschaft gegründet, nachdem in der New York World von Joseph Pulitzer zahlreiche kritische Artikel zur Christlichen Wissenschaft gebracht wurden. Die Mission des Monitor ist es nach eigenen Angaben „niemandem zu schaden, sondern die ganze Menschheit zu segnen“. Der Monitor erhielt bis heute siebenmal den Pulitzer-Preis, erstmals 1950 für eine Serie kritischer Reportagen über den von Repression und Ausbeutung geprägten Alltag in der Sowjetunion unter Stalin, verfasst vom früheren Moskau-Korrespondenten Edmund Stevens, und zuletzt 2002 für die Karikaturen des Autors Clay Bennett. 2004 wurde der Christian Science Monitor zu einer Geldstrafe an den britischen Kriegskritiker George Galloway verurteilt und musste sich entschuldigen, da man auf der Grundlage gefälschter Dokumente berichtet hatte, dass Saddam Hussein an Galloway Geld überwiesen habe.
Seit einiger Zeit hat The Christian Science Monitor eine sinkende Auflage und schreibt rote Zahlen. Im Oktober 2008 gab die Zeitung bekannt, als erste größere Tageszeitung der USA ihre tägliche Printausgabe ab April 2009 einzustellen und nur noch eine wöchentliche Ausgabe in Magazinform auf Papier herauszugeben. Die täglichen Artikel werden nur noch auf der Webseite der Zeitung und in einer täglichen E-Mail-Ausgabe erscheinen.

### Radio und Fernsehen
Ab Mitte der 1980er-Jahre entfaltete der CSM auch Radio- und Fernsehaktivitäten. Von 1984 bis Juni 1997 wurde Monitor Radio über zahlreiche öffentliche Radiostationen in den USA verbreitet. Internationales Gegenstück war ab März 1987 der World Service of the Christian Science Monitor via Kurzwelle (WCSN Scotts Corners, Maine, 1987–1994; WSHB Cypress Creek, South Carolina, 1989–1997; KHBI Saipan, Northern Marianas, 1989–1997; jeweils montags bis freitags; samstags und sonntags Herold of Christian Science, 1990–2004 auch auf Deutsch). Von 1986 bis 1992 wurden Fernsehsendungen produziert; ab Mai 1991 gab es für ein Jahr den eigenen Monitor Channel. Finanzielle Schwierigkeiten führten zur Einstellung all dieser Aktivitäten.

## Leserschaft und Verhältnis zur Religion
Ein Großteil der heutigen Leserschaft der Zeitung, wie auch die meisten Mitarbeiter, gehören selbst nicht der Glaubensgemeinschaft an. Die Zeitung hat eine von der Kirchenleitung journalistisch unabhängige Redaktion; wirtschaftlich besteht dennoch eine Abhängigkeit. Über die Kirche selbst wird in der Zeitung nicht berichtet, weder positiv noch kritisch, um Loyalitätskonflikte zu vermeiden. Allerdings erscheint entsprechend einem Wunsch der Gründerin jeden Tag mindestens ein Artikel, der sich im weitesten Sinne mit dem Thema Religion befasst.